# Frédéric Zwicker
Frédéric Zwicker (* 1983 in Lausanne) ist ein Schweizer Autor und Musiker. 
Zwicker wuchs in Rapperswil-Jona auf, wo er inzwischen wieder lebt. Er studierte Germanistik, Geschichte und Philosophie und trat daneben an Poetry Slams auf. Seit 2006 ist er Gitarrist, Geiger, Komponist und Frontmann der Band Knuts Koffer. Zwicker arbeitet als Texter, Journalist, Moderator und als Redaktor der Kulturzeitschrift Saiten. 
2016 erschien sein Debütroman Hier können Sie im Kreis gehen, der in einem Altersheim mit Demenzkranken spielt. Zwicker hatte als Zivildienstleistender in einem Altersheim gearbeitet. 2020 veröffentlichte er seinen zweiten Roman Radost (was auf Kroatisch Freude bedeutet). Der Text spielt in Sansibar und Kroatien und enthält Galgenhumor und Abgründe eines psychisch Kranken und seines Biografen.
2017 erhielt er von der St. Gallischen Kulturstiftung einen Förderpreis.

## Werke
- Roman: Radost. Zytglogge Verlag, Basel 2020. ISBN 978-3-7296-5055-8
- Roman: Hier können Sie im Kreis gehen. Verlag Nagel & Kimche, Zürich 2016. ISBN 978-3-312-00999-2
- Musik von Knuts Koffer:[6]
  - ii. 2×LP, 2015
  - Fair Trade, 2011
  - Heavy Petting, 2009
  - Greatest Hits, 2007